# Tonko Maroević
Tonko Maroević (Split, 22. listopada 1941. – Stari Grad, 11. kolovoza 2020.) bio je hrvatski pjesnik, esejist, prevoditelj, istraživač suvremene hrvatske umjetnosti, likovni i književni kritičar.

## Životopis
Rođen je 22. listopada 1941. godine u Splitu. Maturirao je u splitskoj Klasičnoj gimnaziji. Diplomirao je 1963. komparativnu književnost i povijest umjetnosti na Filozofskog fakulteta u Zagrebu, gdje je i doktorirao 1976. tezom „Likovna umjetnost u hrvatskoj književnosti od moderne do danas”. Na istom je Fakultetu bio asistent na Odsjeku za povijest umjetnosti od 1965. do 1970., a od 1970. do 2011. u zvanju znanstvenog savjetnika radio je na Institutu za povijest umjetnosti. Predavao je i na Akademiji dramske umjetnosti.
Od 1990. bio je član suradnik HAZU, a od 2002. njezin je redoviti član.
Istraživao je suvremeno hrvatsko pjesništvo te likovnu umjetnost. Objavljivao je razne kritike i rasprave o hrvatskoj umjetnosti.
Umro je u Starom Gradu na Hvaru u 79. godini, gdje je i pokopan na mjesnom groblju.

## Počasti
- Nagrada Vladimir Nazor za životno djelo u području književnosti (2013.)[2]
- Goranov vijenac za pjesničko djelo (2018.)[2]
- Dopisni član Slovenske akademije znanosti i umjetnosti (2011.)[2]
- Dopisni član Crnogorske akademije nauka i umjetnosti (2015.)[2]

### Nagrade i priznanja
- 1997. – Poeta oliveatus na manifestaciji Croatia rediviva: Ča, Kaj, Što – baštinski dani[nedostaje izvor]
- 1988. – Nagrada "Tin Ujević", za zbirku pjesama "Trag roga ne bez vraga" [nedostaje izvor]
- 2011. – Plaketa "Dobrojutro, more", s pjesničkih susreta u Podstrani[nedostaje izvor]
- 2013. – Nagrada Radovan Ivančević za životno djelo za 2012. godinu[3]

## Djela

### Znanstvena i esejistička
- Primjeri (1965.)
- Polje mogućega (1969.)
- Dike ter hvaljenja (1986.)
- Nives Kavurić-Kurtović (1986.)
- Ivan Lacković Croata (1987.)
- Zrcalo adrijansko: obilježja hrvatsko-talijanskog jezičnog dijaloga (1989.)
- Zlatko Kauzlarić Atač (1996.)
- Klik!: trenutačni snimci hrvatskog pjesništva (1998.)
- Pohvala pokudi (1998.)
- Antun Zuppa (2000.)
- Zlatko Šimunović (2001.)
- Antun Babić (2002.)
- Borgesov čitatelj (2005.)
- Napisane slike (2007.)
- Družba da mi je: domaći književni portreti (2008.)
- Skladište mješte sklada (2010.)

### Antologije
- Bikova koža (1987.) - antologija katalonskog pjesništva
- Uskličnici (1996.) - antologija hrvatskog pjesništva 1971.-1995.
- Riječi za jedan lapidarij (2018.) - antologija katalonskog pjesništva
- Svjetlaci (2019.) - antologija hrvatskog pjesništva 1996-2019.

### Pjesme
- Primjeri (1965.)
- Slijepo oko (1969.)
- Motiv Genoveve (1987.)
- Trag roga, ne bez vraga (1986.)
- Četveroručno (1992.)
- Sonetna struka (1992.)
- Black&light: versi od prigode (1995.)
- Redak mulja, redak pjene (2013.)
- Drvlje i kamenje (2009.) - izabrane pjesme

### Članci
- Musa, Šimun. 2020. Tonko Maroević (1941. – 2020.) In memoriam. Hum. Sveučilište u Mostaru – Filozofski fakultet. Mostar. 15 (23): 193–193

## Vanjske poveznice
- Matica hrvatska / Feđa Gavrilović: »Mi smo mali i katkad se napuhujemo« (intervju s Tonkom Maroevićem)
- Tportal.hr – Književni festival Faro(pi)s: Utjecaj Tonka Maroevića u kulturnom i umjetničkom životu
- Tportal.hr – U Matici hrvatskoj održan skup o Tonku Maroeviću